# Арнодвілл (Луїзіана)
Арнодвілл (англ. Arnaudville) — місто (англ. town) в США, в округах Сент-Ландрі і Сент-Мартін штату Луїзіана. Населення — 1009 осіб (2020).

## Географія
Арнодвілл розташований за координатами 30°24′6″ пн. ш. 91°55′57″ зх. д. / 30.40167° пн. ш. 91.93250° зх. д. (30.401718, -91.932391).  За даними Бюро перепису населення США в 2010 році місто мало площу 1,84 км², з яких 1,80 км² — суходіл та 0,04 км² — водойми.

## Демографія
Згідно з переписом 2010 року, у місті мешкало 1057 осіб у 453 домогосподарствах у складі 287 родин. Густота населення становила 576 осіб/км².  Було 519 помешкань (283/км²).
Расовий склад населення:
| - 90,8 % — білих - 7,9 % — чорних або афроамериканців - 0,2 % — корінних американців |

До двох чи більше рас належало 0,9 %. Частка іспаномовних становила 0,9 % від усіх жителів.
За віковим діапазоном населення розподілялося таким чином: 22,5 % — особи молодші 18 років, 58,3 % — особи у віці 18—64 років, 19,2 % — особи у віці 65 років та старші. Медіана віку мешканця становила 40,9 року. На 100 осіб жіночої статі у місті припадало 94,3 чоловіків;  на 100 жінок у віці від 18 років та старших — 91,8 чоловіків також старших 18 років.
Середній дохід на одне домашнє господарство  становив 45 872 долари США (медіана — 37 188), а середній дохід на одну сім'ю — 51 438 доларів (медіана — 41 111). За межею бідності перебувало 23,7 % осіб, у тому числі 42,4 % дітей у віці до 18 років та 7,7 % осіб у віці 65 років та старших.
Цивільне працевлаштоване населення становило 511 осіб. Основні галузі зайнятості: роздрібна торгівля — 16,8 %, освіта, охорона здоров'я та соціальна допомога — 12,3 %, мистецтво, розваги та відпочинок — 12,1 %.